# 사천초등학교 (강원)
사천초등학교는 대한민국 강원특별자치도 강릉시에 있는 공립 초등학교이다.

## 학교 연혁
- 1924년 5월 18일 사천공립보통학교(4년제) 개교
- 1938년 4월 1일 사천공립심상소학교 (교명 변경)
- 1941년 4월 1일 사천공립국민학교 (교명 변경)
- 1950년 6월 1일 사천국민학교로 교명 변경
- 1996년 3월 1일 사기막분교장 본교로 통합
- 1996년 3월 1일 사천초등학교로 개칭
- 2019년 3월 1일 제37대 김재일 교장 부임
- 2021년 1월 8일 제93회 졸업식 거행(남 2명, 여 6명, 총 8명)총 졸업생수 6,239명
- 2021년 3월 2일 신입생 입학(남 7명, 여 4명, 계 11명)

## 학교 상징
- 교화 - 개나리 : 봄이면 새 희망을 앞두고 교정에 활짝 핀 노오란 개나리처럼 사랑과 꿈을 간직하자
- 교목 - 향나무 : 변하지 않는 푸름과 향내음처럼 한결같은 마음과 진실함을 간직하자

## 참고 자료
- 사천초등학교 - 한국교육학술정보원 학교알리미